# 松崎村 (鳥取県)
松崎村（まつざきそん）はかつて鳥取県中部の東伯郡に属していた村。

## 概要
現在の湯梨浜町松崎および旭（一部）を村域としていた村で、1940年（昭和15年）当時の人口は798人、世帯数は185であった。江戸期には「松崎」の他に「松ヶ崎」（まつがさき）とも呼ばれた。近世より周辺地域の交通・商業の中心として栄えた地域で、後の東郷松崎町および東郷町の中心市街地にあたる。
かつて、旧東郷村と東郷村・松崎村組合を構成しており、1872年（明治5年）の東郷温泉や、大正から昭和初期にかけての松崎駅周辺での温泉（松崎温泉）の発見により駅前に旅館街や飲食店ができ発展した。明治時代には「松崎あきんど組合」なる商人組合が結成されていた。大正時代からは近隣地域で特産品の梨の栽培が盛んになり鉄道を通じての梨の出荷が行われるようになった。
秋には「三八市」と呼ばれる物産市が行われ買い物客でにぎわう。

## 集落の成立時期
松崎という集落がいつ成立したのかは定かではないが、1258年（正嘉2年）11月に描かれた伯耆国河村郡東郷荘下地中分絵図（以下、東郷荘絵図と略す）には地名は書かれていないものの現在の松崎の位置に集落が描かれているのでこの頃にはすでに集落はあったと推定される。
また、松崎という地名の文献上の初見は1581年（天正9年）5月15日の「南条元続所領安堵状」にある「自松崎敵罷出候処、能被仕候、高名之段不始于今候」（原文）という記述である。

## 沿革
- 1258年（正嘉2年）11月 - 東郷荘絵図が描かれる。
- 1580年（天正8年）9月 - 南条氏与力で松崎城主[3] の小森和泉守方高、吉川元春方の杉原元盛の誘いに乗り吉川方に寝返る。
- 1601年（慶長6年） - 伯耆国に駿河国の中村一忠が転封され米子城に入り、一族の河毛備後守が8500石で松崎城（*1）に城居する。
- 1632年（寛永9年）8月 - 池田光仲、備前国岡山より因幡国鳥取に32万5000石で入封する。
- 1633年（寛永10年） - 鳥取藩着座家の和田氏が松崎の自分手政治[4]を許され、現在の湯梨浜町小鹿谷の地に陣屋を設ける。以後、明治維新まで続く。
- 1843年（天保14年）10月 - 松崎町、東郷湖の湖底の温泉のくみ上げを鳥取藩に願い許される。
- 1869年（明治2年）3月 - 松崎町の町年寄、目代が廃止される。
- 1869年（明治2年）4月23日 - 和田氏による自分（手）政治が廃止される。
- 1871年（明治4年） - 松崎町を松崎宿に改称する。
- 1873年（明治6年） - 松崎学校が開校する。
- 1875年（明治8年） - 松崎郵便局が開設される。
- 1886年（明治19年）5月 - 松崎宿の足羽（あしば）常蔵が人力車を購入し、温泉客送迎の営業を開始する。
- 1888年（明治21年）2月29日 - 松崎郵便局が廃止される。
- 1889年（明治22年）10月1日 - 町村制施行により松崎宿が単独で自治体を形成し、松崎村が発足。大字は編成せず。隣接する東郷村と東郷村・松崎村組合を設置する。
- 1890年（明治23年）2月 - 松崎村警察官駐在所が設置される。
- 1892年（明治25年）11月 - 東郷村松崎村組合役場を松崎村字上町に新築[1]。
- 1896年（明治29年）4月1日 - 河村郡・久米郡・八橋郡が合併して東伯郡が成立。東伯郡松崎村となる。
- 1901年（明治34年）3月1日 - 松崎郵便局が再置される。
- 1904年（明治37年）3月15日 - 松崎・倉吉間の鉄道が開通する。
- 1912年（明治45年）1月8日 - 松崎青年会が創立される。
- 1913年（大正2年） - 松崎青年会、松崎村内にて温泉の試掘を始める。
- 1918年（大正7年）8月 - 電灯がつく。
- 1921年（大正10年）11月26日 - 電話が開通する。
- 1926年（大正15年）2月9日 - 旭区にて新しい源泉が発見される。これにより松崎駅前の温泉街が形成される。
- 1927年（昭和2年） - 東郷村小鹿谷（おしかだに）の坂田近蔵が自動車を購入し、松崎駅前にて温泉客の送迎の営業を始める。
- 1928年（昭和3年）8月31日 - 松崎婦人会が創立される。
- 1929年（昭和4年） - 組合役場を松崎村字田町に新築移転[1]。
- 1931年（昭和6年）6月 - 東郷温泉・松崎温泉組合が創立される。
- 1941年（昭和16年）6月20日 - 松崎商工会が結成される。その後、太平洋戦争開戦により解消。（具体的な年月日は不明）
- 1948年（昭和23年） - 松崎商工会が再結成される。
- 1951年（昭和26年）3月1日 - 東郷村と合併し東郷松崎町が発足。同日松崎村廃止。
- 1951年（昭和26年）5月1日 - 東郷松崎町のうち旧松崎村の区域が大字松崎となる[5]。

## 行政
歴代村長については東郷村・松崎村組合を参照。

## 交通
- 山陰本線：松崎駅